# گوستاوو جیانیونی
گوستاوو جیانیونی (انگلیسی: Gustavo Giagnoni; ۲۳ مارس ۱۹۳۲ – ۷ اوت ۲۰۱۸) بازیکن فوتبال اهل ایتالیا بود.
از باشگاه‌هایی که در آن بازی کرده‌است می‌توان به البیا کالچو ۱۹۰۵ و باشگاه فوتبال رجانا اشاره کرد.